# Prarostino
Prarostino est une commune de la ville métropolitaine de Turin, dans le Piémont, en Italie.

## Administration
| Période                                  | Période  | Identité    | Étiquette | Qualité |
| ---------------------------------------- | -------- | ----------- | --------- | ------- |
| 14 juin 2004                             | En cours | Mario Mauro | civica    |         |
| Les données manquantes sont à compléter. |          |             |           |         |

### Communes limitrophes
Saint-Germain (San Germano Chisone), Angrogne (Angrogna), Saint-Second (San Secondo di Pinerolo), Bricherasio.